# 第2コマンドー連隊
第2コマンドー連隊（だい2コマンドーれんたい、英語: 2nd Commando Regiment）はオーストラリア陸軍の特殊部隊。

## 概要

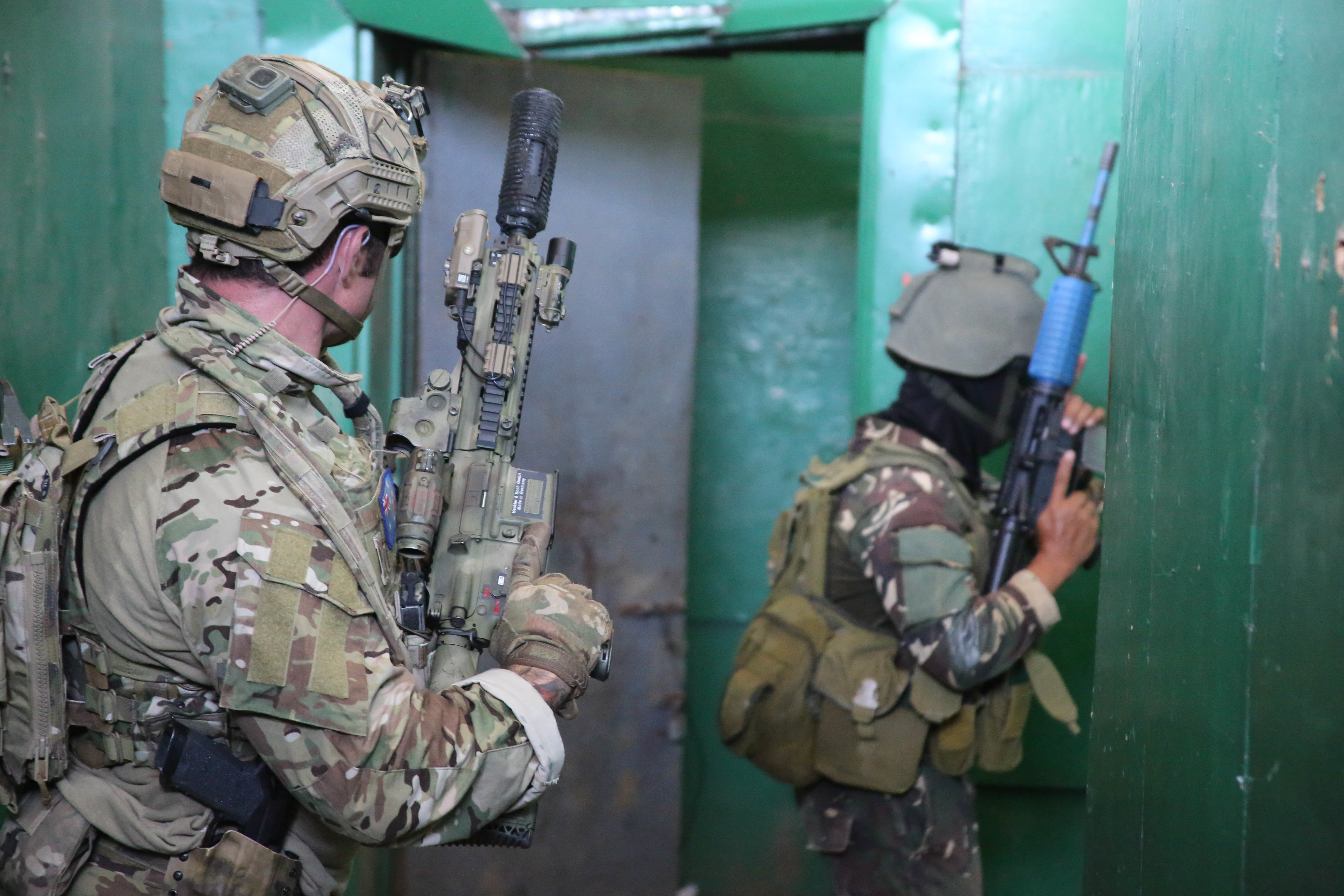
フィリピン軍の兵士（右）に指導を行う第2コマンドー連隊の兵士

第2コマンドー連隊は、他のオーストラリア国防軍部隊の範囲と能力を超えてオーストラリアSAS連隊（SASR）を補完し、「自己完結型の柔軟で迅速に展開可能な部隊」となるように編成されており、特殊作戦と国内のテロ対策の両方に対応できるように訓練されている。
国内のテロ対策の役割において、オーストラリア東海岸での高リスクの事件に対応するための戦術強襲グループ（東部）（Tactical Assault Group：TAG-E）に持ち回りで各中隊を提供している。

## 沿革
- 1997年 - ロイヤル・オーストラリア連隊第4大隊として編成。
- 1999年 - 東ティモール国際軍（INTERFET）に参加。
- 2000年 - シドニー・オリンピックの警備に参加。
- 2001年～2018年 - イラク・アフガニスタンにおける対テロ戦争に投入。
  - SASRなどと共に、SFTG（特殊部隊戦術グループ）という合同部隊で活動。
- 2006年 - 2006年コモンウェルスゲームズの警備に参加。
- 2009年 - 第2コマンドー連隊に改編。
- 2014年 - G20ブリスベン・サミットの警備に参加。
- 2022年 - ダスク・サムライ2022演習（Ex Dusk Samurai 2022）にて陸上自衛隊特殊作戦群と共同訓練を実施。

## 編制
- 連隊本部
- A中隊
- B中隊
- C中隊
- D中隊
- 第126通信中隊
- 運用支援中隊
- 補給支援中隊